# Prusačka rijeka
Prusačka rijeka je rijeka u Bosni i Hercegovini.
Lijeva je pritoka Vrbasa u koji se ulijeva kod Donjeg Vakufa. Izvor Prusačke rijeke se nalazi jugozapadno od grada Donjeg Vakufa, podno Vučjaka. U Prusačku rijeku ulijeva se više manjih potoka. Površina porječja Prusačke rijeke je 54 km2.
Protiče kroz naselje Prusac u donjevakufskoj općini.  